# Taulliraju
Der Nevado Taulliraju, auch nur Taulliraju genannt, ist mit einer Höhe von 5830 m einer von über 50 Gipfeln über 5700 Metern in der Cordillera Blanca in Peru. Der stark vergletscherte Berg liegt 24 km östlich der Stadt Huaraz in der Region Ancash.
Der Taulliraju gilt bergtechnisch als anspruchsvoller Gipfel. Er wurde erst am 1956 durch den Franzosen Lionel Terray und seine Expedition bezwungen. 
Wie auch die meisten anderen Schneeberge der Cordillera Blanca ist er Teil des Huascarán-Nationalparks, auf Spanisch „Parque Nacional Huascarán“.